# Lincoln Experimental Satellite 1
Lincoln Experimental Satellite 1 – amerykański wojskowy satelita łącznościowy. Pierwszy z serii ośmiu statków LES. Pracował w paśmie X (ok. 8 GHz). Mimo że nie osiągnął zaplanowanej orbity, pomyślnie przetestował wiele urządzeń i technologii telekomunikacyjnych.

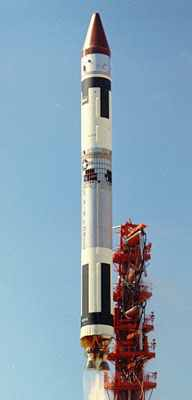
Start rakiety Titan 3A z satelitą LES 1 z kosmodromu Cape Canaveral Air Force Station.

Satelita pozostaje na średniej orbicie okołoziemskiej o trwałości szacowanej na 50 000 lat.

## Transtage 3
Transtage Payload Truss – człon rakietowy Transtage stanowiący ostatni człon rakiety nośnej Titan 3A, która wyniosła satelitę LES 1.
Człon przebywa na średniej orbicie okołoziemskiej o trwałości szacowanej na 50 000 lat.

## Ponowny odbiór sygnałów[1]
Na początku 2013 radioamator Phil Williams (znak wywoławczy G3YPQ) odebrał na częstotliwości 237 MHz sygnały telemetryczne z satelity LES 1. Najprawdopodobniej zniszczenie akumulatorów i uszkodzenie innych podzespołów spowodowało ponowne uruchomienie nadajnika.
Satelita się obraca i sygnał z nadajnika zanika co 4 sekundy, gdy panele słoneczne satelity są zasłonięte przez silnik.